# لثام
الْلِثَام (جمع: لُثْم أو لُثُم) هو وشاح يوضع على الأنف وما حوله. تقليدياً، يستعمله البدو وخصوصاً الرجال منهم لحجب وجوههم.

## الدور والأهمية
كانت للثام وظيفة الحماية من التراب ودرجات الحرارة القصوى التي تتسم بها البيئة الصحراوية. وفي حالات الأخذ بالثأر، حمى المرتدي من العنف فجعلته صعب التعرف عليه. ارتداء اللثام لا يعتبر واجبا دينيا، إلا أن البعض ظن أنه يوفر حماية سحرية من قوى الشر. اللثام من الملابس التي الشريعة الإسلامية تحرمها على الحجاج في حالة الإحرام.

## التاريخ والممارسة
يوحي نقوش إفريقية عريقة تظهر فيها وجوه إنسانية بعيون وبلا فم ولا أنف بأن اللثام ليس من زمن ما قبل الإسلام فقط بل حتى من زمن ما قبل التاريخ. كان اللثام يرتديه أعضاء قبائل الصنهاجة الأمازيغية في شمال غرب إفريقيا. واستعماله في الدولة المرابطية، التي أنشأها مجموعة من الصنهاجة، أعطاه أهمية سياسية خلال توسعات الدولة في القرنين الحادي والثاني عشر. هذه العادة تسببت في إطلاق لقب «الملثمين» عليهم هجاء. كان الموحدون، الذين خلفوا المرابطين كخلافة مهيمنة في شمال إفريقيا، يعارضون عادة ارتداء اللثام، قائلين إنه حرام أن يقلد الرجل لباس المرأة، ولكنهم لم يستطيعوا أن يطمسوا استعماله.
عند الطوارق، الرجل هو من يرتدي اللثام، أي التَاگُلْمُوسْتْ، بينما المرأة لا تحجب. يبدأ أولاد الطوارق ارتداء اللثام منذ وصولهم لسن البلوغ، ويعتبر اللثام رمزا للرجولة. وظهور الرجل مميط اللثام أمام الشيوخ يعتبر عيبا وخصوصا أولئك من أسرة زوجته. لثام الطوارق صنع من عدة قطعات القماش السوداني المخيطة لإنتاج شريطا طوله تقريبا 4 ميتر.